# Plavecké brýle

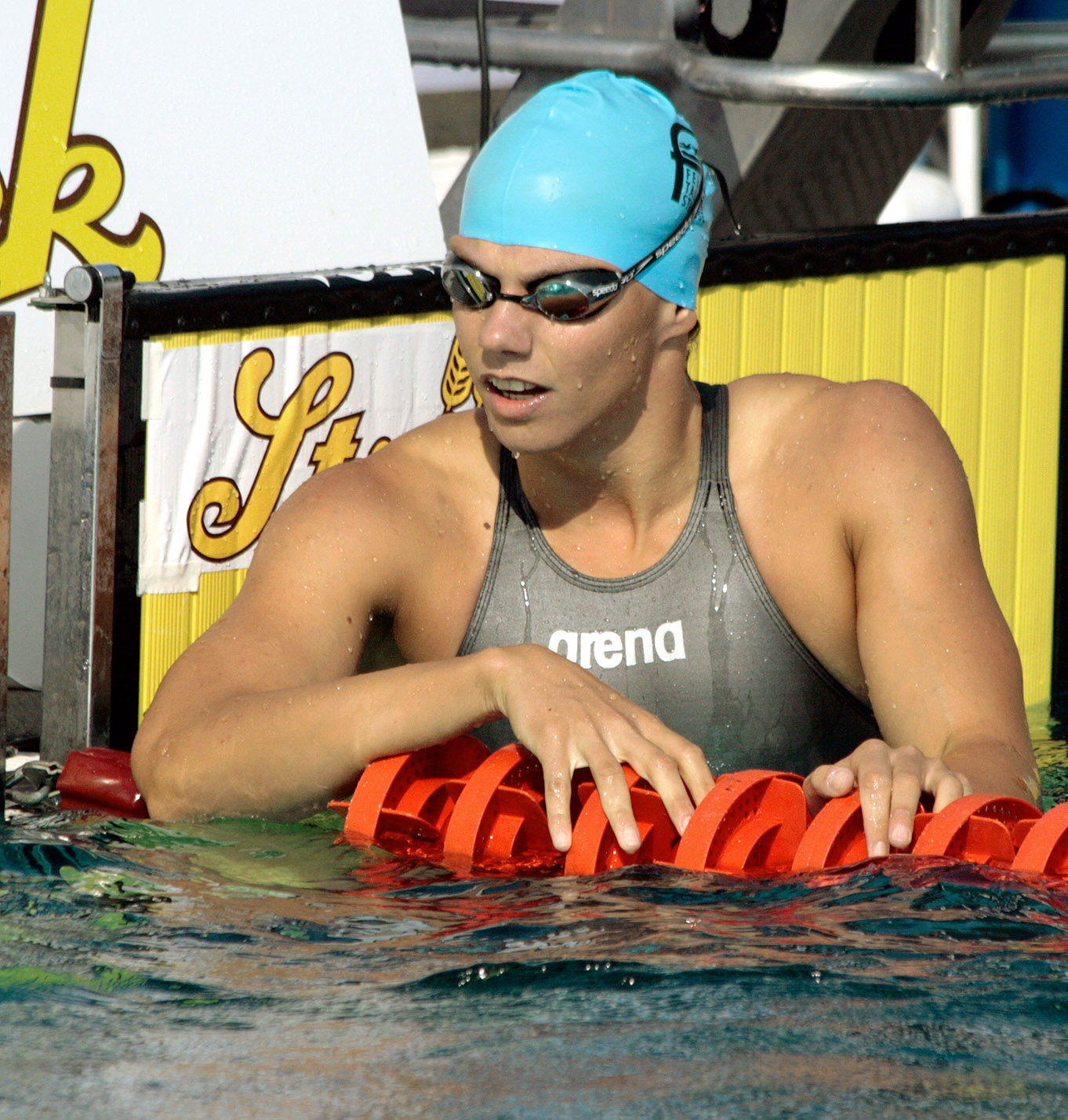
Profesionální plavkyně s nasazenými plaveckými brýlemi

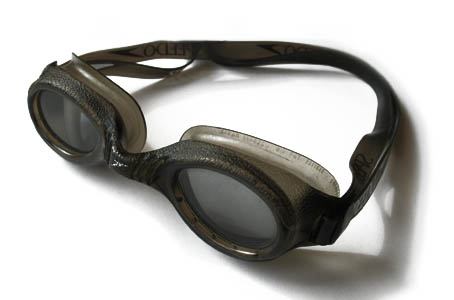
Plavecké brýle ve standardním provedení

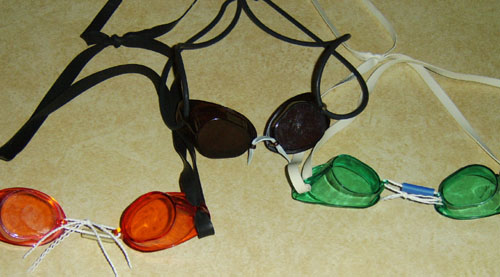
Odlehčené brýle "Skořápky"

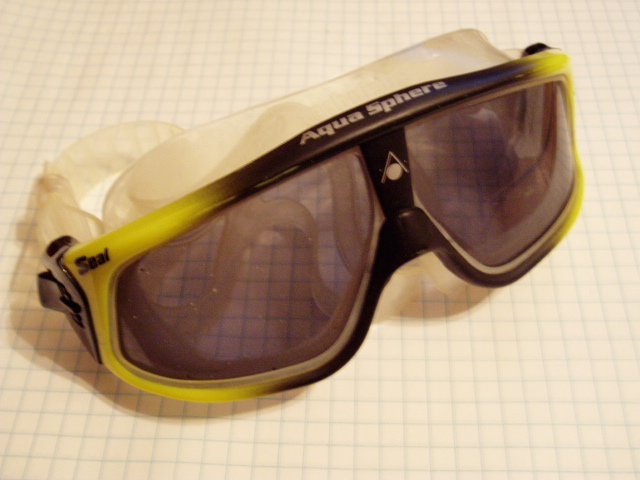
Plavecká maska

Plavecké brýle jsou ochranné brýle, které chrání oči před zasažením vodou při vodních sportech. Chrání oči od poškození například chlorovanou vodou. Také vidění pod vodou je díky brýlím komfortnější. Použitelné jsou při plavání, skocích do vody, synchronizovaném plavání i při dalších sportovních aktivitách ve vodě.

## Vlastnosti a používání plaveckých brýlí
Je důležité rozlišovat mezi plaveckými brýlemi, které nechávají nos volný a potápěčskou maskou. Maska, které se někdy nesprávně říká potápěčské brýle, má kapsu pro nos. Do masky je možné i pod vodou foukat nosem vzduch a vyrovnávat tak podtlak způsobený tlakem okolní vody. S plaveckými brýlemi není vyrovnávání tlaku možné. Uvnitř brýlí vzniká při potopení podtlak, který by mohl vést až k popraskání cévek v oku. Plavecké brýle jsou určeny pouze k aktivitám na hladině vody. Potopení je přijatelné do hloubky nejvýše dvou metrů. Výhodou plaveckých brýlí je možnost vydechovat při plavání nosem. Při plavání naznak se do dýchacích orgánů nedostává voda. Mimoto je odpor vody díky menším rozměrům nižší, než u potápěčské masky. Plavecké brýle se správně nasazují tak, že se nejdříve obě poloviny nasadí na oči. Teprve po usazení do správné polohy se přetažením pásky přes hlavu zajistí a dotáhnou. Při opačném postupu hrozí poranění oka. Při sejmutí brýlí se nejdříve přetáhne zajišťovací pásek dopředu a brýle se sejmou s očí.

## Konstrukce a údržba plaveckých brýlí
Základním tvarem brýlí jsou dvě skořepiny, lemované na okrajích měkkým silikonovým těsněním. Jsou spojeny ohebnou, u některých modelů nastavitelnou nebo vyměnitelnou spojkou. K hlavě jsou brýle přidržovány pružným, nastavitelným páskem. Mimo základní tvar se užívají ještě odlehčené brýle bez těsnění. Používají se pro rychlostní plavání a označují se jako "švédské" nebo "skořápky". Pro aktivity, kdy je třeba mít brýle nasazené delší dobu existují modely tvarově obdobné potápěčským maskám, ale bez kapsy pro nos. Pro větší rozměry kladou citelný odpor vodě, ale ani při dlouhodobém používání nezpůsobují otlaky v obličeji. Existují také dioptrické plavecké brýle pro plavce, kteří se bez dioptrických brýlí neobejdou. Plavecké brýle jsou choulostivé na mechanické poškození a poškrábání. Měli bychom je uchovávat v pevném pouzdře. Zvláště citlivé jsou vnitřní antireflexní a protizamlžovací vrstvy. Po každém použití bychom měli brýle opláchnout čistou studenou vodou a nechat vyschnout. V žádném případě nevysušovat otíráním.